# Austrocladius obliquus
Austrocladius obliquus är en tvåvingeart som först beskrevs av Edwards 1931.  Austrocladius obliquus ingår i släktet Austrocladius och familjen fjädermyggor. Inga underarter finns listade i Catalogue of Life.